# 奇異太郎少年の妖怪絵日記
『奇異太郎少年の妖怪絵日記』（きいたろうしょうねんのようかいえにっき）は、影山理一による日本の漫画作品。ウェブ連載を中心としていた影山の商業出版デビュー作。
2016年4月にテレビアニメ化が発表され、同年10月より5分枠の短編アニメとしてTOKYO MX、サンテレビにて放送。

## 概要
自称「霊感美少年」の奇異太郎が、とある事情で実家の離れに追放されたことから妖怪達と知り合い、騒々しくものんびりとした日々を送っていく。1話ごとにメインの妖怪を据え、その妖怪を紹介するような形で進行する1話完結型の作品。この本編の他にメインキャラや物語を深める閑話があり、本編5話に閑話1話を1つの章として進行する。
元々、携帯電話での閲覧専用として作者が模索した「携帯で読むための漫画」のため、原則コマ割りのない1ページに1つの絵で、吹き出しを廃したタイトルの通り絵日記のような独特の形態を取っている。作者のサイト「モルモル亭」で連載されていた『奇異太郎君の霊的な日常』の続編に当たるが、時系列としては前の話となる。「マンガごっちゃ」のみ、他の掲載サイトより2話先行して公開されている。

## あらすじ
家の蔵に忍び込み、悪戯を働いた少年奇異太郎は、罰として本宅から離れに追放される。念願の一人暮らしと気分を変えようとした彼は、そこで一人の少女と出会った。彼女は自分を「離れの主」と名乗る。

## 登場人物

### 主要人物
奇異太郎
声 - 五十嵐裕美
本作の主人公。自称「霊感美少年」。右目を髪で隠し、アホ毛の立った髪型が特徴。年齢は作者曰く「中学生になったかならないかくらい」。両親とは既に死別している。
立ち入り禁止の蔵に入ったことから本宅を追い出され、離れに住むように命じられる。
基本的にポジティブで物事を余り深く考えない性格。自分で認める通り霊感が強く、幽霊を見慣れているため人外のものに対する抵抗感がない。神経がず太く、得体の知れないものを簡単に触るのは勿論、嘗めたり噛んだりすることも厭わない。また、宇宙が好きで、よく宇宙について思いを馳せたりそれ関連の発言をしたりする。河童の正体も宇宙人と考えていて、カッパと出会ったときは浮かれてしつこく問い詰めたため、カッパから「妖怪の正体を暴くことの危うさ」を説かれた。プラモデル検定一級の資格を持っている。
姿を消したすずを看破する・不動明王の化身に一撃を入れ膝をつかせるなど霊感（霊力）の強さは作中でもトップクラス。対象を粉々に粉砕し、宇宙の彼方へ葬るという「殺鬼終式」という技を持つが、現在のところ一之章（両手が大宇宙と同化）の展開までに留まっている。
前述のアホ毛は奇異太郎の感情の昂ぶり度合いにより紅く染まっていくことが確認されている。
時系列的には後の話である『奇異太郎君の霊的な日常』ではそれなりに女性に対して興味を持っているが、こちらではまだ幼いためかそういった話題を避ける傾向がある。ただ、その気はなしにセクハラとなる行動を取ることはある。また、酒に酔うとセクハラ癖が出るらしい。本人にその気はなくても女妖からは好かれることが多いハーレム体質で、すずや狐は奇異太郎の近辺を度々警戒している。
名前の由来は『鬼太郎』。
すず（座敷童子）
声 - 仲田ありさ
本作のヒロイン。裾の短い着物とおかっぱの髪型が特徴。古風な喋り方をする。「離れの主」を名乗っていたが、奇異太郎との勝負（かくれんぼ）に負けて掃除婦になった。しかし、割とサボっている。
本人曰く「この辺りでは顔」だそうで、実際周辺に住む殆どの妖怪達と交流があり、新しい妖怪が出てきた時の解説役となっている。里の妖怪らの間ではアイドルのような存在であるらしい。
奇異太郎のことを憎からず思っており、何かと世話を焼く幼馴染的ポジションのキャラ。ささいなことで喧嘩と仲直りを繰り返しており、奇異太郎に好意を抱く狐や雪娘でさえも「夫婦喧嘩」と例えている。
着物の裾を覗かれたり、着替えの最中を見られたりと、ハプニング的なお色気が多い。酒に酔うと甘え癖が出る。
自身曰く、全身髪の毛以外毛が生えずツルツルである。
狐面の女（妖狐）
声 - 喜多村英梨
3本の尾を持つ。人間の世界と妖怪の世界を調整する「狭間の管理人」と呼ばれる存在。普段は大体、狐面をかぶり着物を着た金髪ロングで巨乳の女性の姿に化けて過ごしている。他者からは専らそのまま「狐」と呼ばれ、雪娘は「お姉ちゃん」と呼ぶ。雪女の元ペットで、現在でも頭が上がらずよくこき使われている。
狐の妖怪らしく狐火らしきものを操れる。また、月下花宴では、古くから伝わる巫女神楽を披露した。
奇異太郎に好意を持っており、よく彼に抱きついたり押し倒そうとしたりする。日頃から痴女じみた行動や言動が多く、素っ裸の彼女に奇異太郎が跨っているという状況をすずと雪娘に目撃された際も、怒られたのは狐のほうであった。
奇異太郎を「キィ」と呼んでおり、この呼び方は以前奇異太郎とよく悪戯をした近所のお姉さん（故人）と同じもの。また、奇異太郎は前述の神楽に覚えがあり、舞う狐の姿を見て「かのじょ」を想起した。しかし、関連は不明。
雪母（雪女）
声 - 大原さやか
狐の元飼い主で、かつ後述の雪娘の母。狐の前の「狭間の管理人」。
冷たい雪女ゆえか凄まじい毒舌家で、会話の端々に卑語を入れてくる。非常に酒に強い。人間としての顔と戸籍を持っており、芸術家として名を馳せている。人間社会でも雪女であることを隠していないが、そういう芸風だと思われて信じてもらえないらしい。
雪女は本来雪から生まれる存在だが、彼女は人間とのハーフで、彼女自身も人間との間に娘を儲けている。かつては狐をペットとしており、狐からは「アネさん」と呼ばれる。
奇異太郎のことは当初はつっけんどんな態度で接していたが、次第に態度を軟化させ、養子になることを提案したり、寝付けない奇異太郎と添い寝して翌日に告白紛いの言葉も掛けている。
雪娘（雪ん子）
声 - 長縄まりあ
雪女の娘。すずの友人でもある。すずや狐からは「ユキ」という愛称で呼ばれる。母親とは違い素直で礼儀正しい良い子だが、時折彼女譲りの一面を覗かせることがある。
まだ幼いためか暑さに弱く、暖かい季節には防熱用の蓑が必須となる。そのため病弱なイメージがあるが、寒い季節にはそれなりに元気に動き回り、精神的にもタフな所を見せている。
奇異太郎に好意を持っており、見た目によらず大胆なアプローチを度々仕掛けている。
作中唯一、実年齢が奇異太郎より下の所謂妹ポジションキャラ。奇異太郎のことを「お兄ちゃん」と呼ぶ。
カッパ（河童）
本作のマスコット。前任の河童に代わり山向こうの沼にやってきた沼の管理人。河童を宇宙人だと考えている奇異太郎からは無条件に好意を寄せられており意気投合する。言葉は片言だが知能は高い。水質を一瞬で浄化する光線銃のようなものをはじめとした不思議な道具を所持しているほか、家も高いテクノロジーを用いた秘密基地のようなものになっている。本人は宇宙人であることを否定しているが、宇宙人であるかのようなことを漏らしていることも多く、前任者はアンドロメダに帰ったと口走っていた。甲羅の下にねじ巻きのようなものがあり、それを目撃して以後奇異太郎からは宇宙人のロボットだと思われている。
当初から登場は決まっていたものの、作中の季節が秋から始まり、秋冬は季節的に水辺の話は合わないということで、単行本7巻とかなり遅れた初登場となった。

### 「あやしや」関係者
妖怪を対象とした茶屋。店員は皆、最近妖怪になって里に来たばかりの女妖怪。開店には「狭間の管理人」として狐が関与しているようだが、詳細は明らかにされていない。
骨女
あやしやの店主。生前は吉原にいたといい、廓言葉を使うことがある。美女に化け人をたぶらかす妖怪だが、初登場時は人をたぶらかすのが初めてだったらしく肉づけを忘れて骨のままであった。以後は基本的に肉をつけた状態で過ごしている。無表情ながら奇異太郎に可愛いと評されており、吉原にいた頃も評判は良かったらしい。泣きぼくろがある。奇異太郎を「ぬしさま」と呼び、奇異太郎からは「ホネ子」と呼ばれる。バラバラにされても平気だが、自身では元に戻れないようである。
夕刻の墓場で奇異太郎をたぶらかそうとしたが、踊りで気が合い、本人曰く「逆にたぶらかされて」しまった。その後、事情によりあやしやを営むことになった。
絡新婦
あやしやの給仕。ツンキャラ。吊目で、顔面に隈取のような化粧を施している。背中からクモの脚をはやし、糸を操ることができる。一人称は「わらわ」。骨女から奇異太郎に紹介されたときは「ジョロちゃん」と呼ばれていた。
メイン回では滝つぼで釣りをしていた奇異太郎に糸を伸ばし滝壺に引きずり込もうとしたが、その糸を別のものに付けられ失敗。その内の一つであった乾燥した糞が口に入ってしまう。後にあやしやで働き始め奇異太郎と再開、奇異太郎に対し敵意をむき出しにしていた。セクハラ耐性がなく、奇異太郎に怒って繰り出した攻撃に対しセクハラじみた対処をされた際には「嫁にいけない」と号泣してしまった。感情が高ぶると糸を吐き散らした後、力尽きて寝てしまう。
ろくろ首
あやしやの料理人。抜け首とは双子の姉妹で、「抜けちゃん」と呼ぶ。狐ほどではないが胸が大きい。関西弁を喋る。耳に羽のアクセサリーをつけている。「不幸を呼ぶ女」を自称する。伸びた首が敏感で弱点。元々は人間であったが、妖怪病のようなものにかかってしまい異形と化し、人間社会から追いやられて抜け首とともに里に来た。そのためか初登場時は学生の制服のような格好をしていた。やや能天気な性格。奇異太郎を「きーくん」と呼び好意的な態度をとる。奇異太郎からは「ろく子」と呼ばれる。
里への道中抜け首とはぐれ、その上怪我もしていたところを、奇異太郎に助けられ、奇異太郎に懐く。その後抜け首と無事に再会し、あやしやで働くようになった。
抜け首
あやしやの料理人。ろくろ首とは双子の姉妹で、「ろくちゃん」と呼ぶ。ろくろ首と同様、胸が大きく、関西弁を喋り、アクセサリーも揃いのものをつけている。ろくろ首と同様の経緯で、共に里にやってきた。ろくろ首と比べキツイ性格で奇異太郎を「ガキ」と呼び攻撃的な態度をとるが、嫌ってはいない。また、少々抜けた面もある。奇異太郎からは「抜け子」と呼ばれる。
首を抜いてはぐれたろくろ首を探していたところ、事情を知らない奇異太郎が胴体を離れに運んでしまう。朝までに胴体に戻らないと死んでしまうためパニックになっていたが、すずから説明を受けた奇異太郎に発見されて事なきを得た。ただし、首が抜けている間に胴体が受けた刺激は蓄積され、首が戻った時に一気に来るというクセがあり、奇異太郎にくすぐられた胴体に戻り悶絶し失禁してしまった。その後、ろくろ首とも再会、あやしやで働きはじめる。
二口女
店員ではないがあやしやに入り浸り、タダ飯と引き換えに用心棒をしている。頭の口から牙らしきものが生えた鬼女に近い風貌。頭の口にある舌は、彼女自身の仮説によると脳が変化したものらしく弱点である。元は人間で、初登場時は現代人の服装で瓶底眼鏡をかけていたが、以降は露出の多い服装で眼鏡も小さなものになっている。奇異太郎には「クチ子」と呼ばれる。
母屋のそばで行き倒れているところを奇異太郎に拾われ、おにぎりをごちそうになり、人の世を離れることへの迷いを捨てて狐に引き取られた。

### その他のキャラクター
お手伝いさん
本宅の家政婦をしている眼鏡をかけた若い女性。ウェーブのかかったロングの黒髪と、和服にエプロンという服装が特徴。
母屋の人間の中では奇異太郎に便宜を図ってくれる数少ない味方だが、何かというと性的に誘惑するような発言をするので、奇異太郎からは「エロい人」といわれてやや敬遠されている。
先代
奇異太郎の前に離れに住んでいた人間で、お手伝いさんの祖母。母屋の女中をしていたが、結婚を機に一度離れから引っ越し、夫に先立たれた後また戻ってきた。
狐曰く「鬼のような人」。近辺の妖怪達は彼女に散々叩かれまくっていたため恐れられていたらしい。だが、同時に慕われてもいたようで、大雪で離れが孤立し、物資が足りなくなった時には妖怪達が策を講じて彼女に差し入れをしている。

### 登場した妖怪
塗り壁
声 - 岩澤俊樹
2007年に発見された「ぬりかべ」とされる妖怪画をモデルとしたデザインで登場した。
目目連
当初は障子や壁にただ現れるだけだったが、後に目の開閉を用いて電光掲示板のように意思疎通を図れるようになる。
網切り
夏の夜に奇異太郎の蚊帳を切り刻んだために捕獲され、罰として庭の草刈り要員となる。
伸び上がり
声 - 桜城あみこ
家鳴
加牟波理入道
便所を覗くため、変態親父とよばれる。便所を覗けなくされて以後は、必死に音だけを聞こうとしていた。
垢嘗
声 - 山口翔平
すずのことを思って風呂の垢を嘗めていた変態。すずファンクラブ会員001号。後に排水周りの修理を受け持つことになった模様。奇異太郎にこき使われ助けられなくなる。
天井嘗
声 - 高橋英則
天井の節目がすずのつむじに似ているという理由で嘗めていた想像力豊かな変態。すずファンクラブ会員002号。屋根の保守係になる。奇異太郎にこき使われ助けられなくなる。
影女
影だけの存在ながら影が薄い。影絵が得意技。都会に出た隙間に潜む友人がいるらしい。
臼負い婆
本来は海に現れるだけの妖怪だが、本作では陸へ上がり走り回っている。
おんぶおばけ
火間虫入道
経立
声 - 山口翔平（ハム一郎）、加藤祐梨（ハム次郎）、古木のぞみ（ハム子）
ハムスターのものが登場、「ハムタチ」と呼ばれる。離れの庭に蟻塚のような家を建造し居つく。サイト十周年記念に描かれた番外編では、奇異太郎が塵塚怪王の所から持ってきた資材を使って家を増築し、奇異太郎が製作した車や家財道具も駆使して優雅な生活を送るに至った。しかし、あまりに巨大に増築しすぎた結果、落雷で崩壊してしまう（その後、そこそこの大きさで再建された）。
泥田坊
畑を作った際に出現し、何を栽培するかを巡りすずらと争った。以後、畑の管理を任されているが、雪娘が持ってきた謎の種から生えた得体の知れない植物に四苦八苦している。
風狸
たんたんころりん
声 - うさみ航
渋いおっさんの顔をした柿で、更には食べる際に見つめてくるため、食べて処理していた奇異太郎らの精神力を凄まじく消耗させた。味だけは最高らしい。干し柿にすると凄いことになる。
実際の伝承は、柿が変じたおっさんに柿の味がする糞を食べさせられるというあまりに酷いもののため、おっさん顔の柿を食べるという話になったとのこと。
件
声 - うさみ航（オス）、高橋英則（メス）
雄と雌で登場。いやに濃い顔をしている。雄は通常予言すると死んでしまうのだが、ギリギリで戻ってきた。
雌は度々奇異太郎に女難（ラッキーエロス）の日を告げに来ている。また、あやしやに牛乳を提供している。
豆腐小僧
枕返し
鬼火
熱を持つ「陽火」と持たない「陰火」があり、陰火は雪山で重宝するらしく雪母は定期的に狩っている。
ヒダル神
煙羅煙羅
覚
妄想から生まれたサトラレ不可能な思考術を持った奇異太郎の思考は読めず、すずの思考ばかり読むことになり、結果彼女の逆鱗に触れる。
雲外鏡
自分の姿を長く見ていなかったすずのために、妖も映るという照魔鏡と間違えて奇異太郎が本家の蔵から持ち出した鏡。覗くと醜い雲外鏡の顔が映るため、すずにショックを与えた。
後になって本物の照魔鏡は雪母が以前に持ち出して、そのまま借りパク状態になっていたことが発覚した。
大百足
声 - うさみ航
寝肥
すずと狐に取り付き、ぶくぶくに太ったところを奇異太郎に見られた二人の逆鱗に触れる。
小玉鼠
声 - 藤川マサミ
雪娘に「豚」と罵倒されて喜んで膨張を止めるなど変態の気がある。しかし狐に「きちゃない毛玉」と言われた時はキレて破裂した。
貧乏神
行き倒れていたところを奇異太郎に拾われ、すずに反対される中、一度泊めると決めた奇異太郎により三日間世話になる。彼が帰るころには奇異太郎の財産はパンツ一枚になっていた。
暮露々々団
世話焼きのおばちゃんのような性格をしている。暮露々々団で寝たくないと争ったまま布団に入らず力尽きた奇異太郎とすずを抱えて寝たため、翌朝一悶着起きた。
瀬戸大将
物置にあった壊れた瀬戸物から生まれた。奇異太郎とすずに捨てられそうだったところを雪母に引き取られるが、砕かれて絵の材料にされた。その後、雪母から新たなパーツを与えられて「瀬戸大将DX」にパワーアップする。
塵塚怪王
粗大ゴミの不法投棄場に住んでいるゴミや付喪神の王で、モノの声を聞くことができる。また、自在にゴミを操ることができ、宇宙ゴミを操って流星雨を降らせることも可能。見た目はホームレスの老人のようで、本作の妖怪では珍しく現代的な服装をしている。昔は都会でダンボールハウス生活を送っていたらしい。現在は秘密基地のような家で暮らしている。
貧乏神の被害ですっからかんになった家財を増やすべく訪れた奇異太郎に、まだ使える家電製品を幾つも譲渡した。その能力ゆえ機械にも強いらしく、道具の修理なども受け持っているようで、周辺の妖怪たちからの信頼も厚い。
後に、老婆の妖怪をはべらせたハーレム王であることも判明した。
金霊
ハットとスーツを纏った金色の玉。関西弁で話す。奇異太郎のもてなしに感動した貧乏神から頼まれてやってきた。いるだけで金運がみるみる上がるらしいが、多忙ゆえ長居できないため叩けば金が出る銭神を連れてきた。
金運を授けに来たと知るや否や金を欲した奇異太郎を札束で殴って説教するなど、金に対して現実的かつシビアな考えを持っている。
金霊には「金玉」という似て非なる妖怪が存在し、本作では両方の要素が混ぜられている。
銭神
ブロックのような形をしており、叩くと金が出る。しかし、十円以下の小銭しか出ない。金霊に三分間叩き放題というボーナスを与えられた奇異太郎は、三分間で13万3451円稼いだ。
伝承ではもやのような姿らしいが、イメージ的な理由でキューブ形で描かれている。
灰坊主
一本だたら
一本だたらから隠れて木の穴に入り、密着状態から盛り上がった狐が奇異太郎に絡む様子を、襲うこともせず目を皿にして覗いていた。
地方によりいくつかの伝承があるが、本作では奈良県の伯母ヶ峰に伝わる「猪笹王」の伝承が用いられている。
古空穂
かつて九尾の狐を射た矢が収められていた空穂でとにかく狐を射たがる。狐の天敵で、狐は近寄るだけで本能的に震えが止まらなくなる。
鞍野郎
見た目はカッコ良く好戦的だが非常に弱い。
いそがし
コロポックル
雪娘の友達。語尾に「ぽっくる」を付けて話す。野犬に食われて数が減っているらしく、安全地帯を求めて、雪母の庵へ向かう奇異太郎らに同行する。
転ばし
なまはげ
雪母の庵がある雪山の番人。たらしの気がある奇異太郎に重婚について問い、狐に嘘を教え込まれていてそれを肯定する返答をした奇異太郎に詰め寄った。結局、すずと雪娘に見捨てられそうになり反省した奇異太郎を見て、ギリギリで通行を許可した。
雪婆
昔、雪娘をさらいシチューの隠し味にしようとしたことがあるらしいが、雪母にヤキを入れられて現在は改心している。最近はボケが進行している。
転ばし、なまはげ、雪婆は雪母の庵へ向かう奇異太郎らへの試練として、雪母がサービスで設置したものであった。
機尋
すずがニー足袋のお礼に奇異太郎に向けて編んでいたマフラーが変じて生まれた。
送り狼
小型犬（ポメラニアン、ダックスフント、チワワ）の姿をしている。チワワはやる気がない。
肉吸い
本来は人の肉を吸って殺してしまう妖怪だが、本作のものは饅頭の中身を吸い取る程度の無害な妖怪。奇異太郎の買った肉まんの肉を吸い取ったため、からし詰めの肉まんで仕返しされる。
手の目
声 - 宮澤正
奇異太郎にイカサマギャンブルを仕掛け、財産を巻き上げようとした。先代の頃にも同じことをしていたらしい。
震々
囲碁の精
白衣と黒衣の二人組のおっさん。囲碁ですずに敗戦続きの奇異太郎の援助に来たはずなのだが、一切役に立たずむしろ邪魔になった。
牛鬼
全国各地に様々な伝承があるが、本作では和歌山県の「逆の言葉を言うと退散する」という話が使われている。
大首
屏風覗き
本来は女性の妖怪だが、話の都合上男性の妖怪として登場する。
応声虫
箒神
浮くことができるため、箒で飛ぶことに憧れがあった奇異太郎が跨るが、パワーが足りず局部を強打した。
ぬっへっほ
非常に奇異太郎好みの触り心地らしく、ペットとして飼おうとしたがすずに断られる。
天井下がり
天井をぶち破ったため、奇異太郎に怒られ穴を開けない方法の指南を受ける。その際部屋に入ってきて着替え始めたすずを必死に見ようとしていたが、奇異太郎が見つかった隙に逃げ、奇異太郎が全ての責任を負った。
足洗い
本作では女の妖怪として登場。異常に毛深い足からすずに女妖と説明されても奇異太郎は頑として認めなかったが、去り際にその全貌を目撃し激しい精神ダメージを受けた。
魚石
中に水と魚が入っている不思議な石。すずは天魚が入っていると説明したが、実際には濃い顔の人面魚がおり、失望した奇異太郎に池に沈められた。その後はカッパに拾われ彼の家に飾られている。
鶯浄土
奇異太郎の住む村に幾つか存在するという隠れ里の一つ。言いつけを守った奇異太郎は、女主人から使っても無くならないギザ十を貰った。無限の財産と喜んだが、一度の買い物で一回しか使えないことに気付き落胆する。
唐傘お化け
雪母が持っている傘。ザマス口調で喋り、雪母に似て口が悪いが、奇異太郎曰く雪母と違い悪意があるためタチが悪い。置き忘れられても勝手に雪母のもとへ帰る忠実な家臣だが、雪母からの信頼は薄い。
当初は雪母の相棒として準レギュラーにする予定だったらしいのだが、すっかり忘れ去られてしまっていたらしい。
如意自在
背中が痒いというすずのために奇異太郎が孫の手代わりに物置から持ち出してきた。爪が鋭く息も荒くしていたためすずに拒否され、以後奇異太郎にポテトチップスつまみ機として使用される。
座敷坊主
すずに代わりを頼まれたとして離れに現れた。髪型と着物はすずと同じおっさんという風貌のため、すずと同じ行動を取っては奇異太郎を苛立たせたが、料理をしないすずと違い料理は奇異太郎以上にうまく一転して気に入られる。しかし、すずが帰宅したことで代わりというのは嘘でただの悪戯とばれ逃亡した。
古椿の霊
すず達が生まれる前から存在していた里でも最古参にあたる妖怪。すずが頭に付けている花飾りはこの古椿から採取したものである。すずの異性関係を心配していた。
小豆洗い
奇異太郎は川で小豆を洗う音と歌を聞いただけで、小豆洗いより上流で立ちションをしていたことを理由に直接会っておらず、小豆洗いもその事実を知らない。
手長足長
奇異太郎が木の枝に竹とんぼひっかけたところを助けに現れたが、合体するのが久々だったらしく筋力不足で役に立たなかった。
人形神
奇異太郎に拾われるも滅茶苦茶な願いばかり要求されたため何も叶えられず、再び川に流された。
嬰児籠
正体をすずに教えてもらっているにもかかわらず、木の棘に刺さったり、枝が折れ落下したりするなどして満身創痍なってまでも救助にやってきた奇異太郎に驚愕し、驚かせずにサムズアップして消滅した。
斬一倍
奇異太郎が作った自動的にチョップをする「妖怪とて逃げられぬ原罪くん」により無数に分裂を繰り返した。目に見えないサイズにまで分裂したところで風に飛ばされるが、普通に元通りのサイズで復活していた。
化け猫
駄菓子屋の主人であった飼い主の老婆の死後、その飼い主に化け、野良猫の世話をしつつ店を守っている。
山姥
ヤマンバギャルのような容姿をしており、ルーズソックスのような足袋を履いている。
山で迷った奇異太郎を追いかけ、奇異太郎が狐からもらった魔除けの札による攻撃に快楽を感じ悶絶して奇異太郎を怯えさせるも、実際は落とした財布を渡そうとしていただけだった。
火消し婆
鍋の火を悪戯で消そうとし、奇異太郎と吐息を操り勝負した。その際奇異太郎は息を操ってセクハラすることを覚え、その後もすずに対し使用している。
砂かけ婆
あやしやの縁台の下で料理に砂をかけて骨女たちを困らせていた。ただし、男の妖怪の客には「女の風味がする」と言って好評だったので、店に損失は出ておらず、発見された後もふりかけやきなこを料理にかけている。
姥ヶ火
奇異太郎とすずが二人で歩いているところに鬼火でムードの演出をしていたが、本人の主張が強くぶち壊しにしていた。
すねこすり
子犬のような姿をしている。奇異太郎の足に擦り寄ったことで怒りを買い、カラシを付けられて死にかけ、お詫びとしてスポンジをズボンに入れるようになった。
夜行さん
河童を蹴り飛ばした隙をつかれ、奇異太郎に目潰しされた。
後神
ピクニックの誘いを断り、TVゲームをしょうとする奇異太郎の後ろ髪を引っ張っていた。
のっぺら坊
顔をいじることで、好きな顔になる能力がある。モテ顔になろうとしたが、あやしやの店員の意見を取り入れた結果、奇異太郎の顔になった。
日和坊
天気を晴れにするために食事や酒を要求したため、自分が軒先に吊るされる羽目になった。
鼠浄土
地下にある鼠の隠れ里で、遊園地のような見た目。妖狐(肉食獣）が入ったことで消失してしまった。渡された土産は、番号が同じ紙幣、拳銃、血の付いたシャツなど、明らかにまずいものだった。
大蝦蟇
口から虹色の帯を出して、獲物を捕らえる能力を持つ。雪娘が引っ掛かったが、被害は下の服だけで済んだ。
芝天
相撲好きで、実力が同程度の河童とよく相撲を取っている。負けるたびに強くなるが、一度勝つと元の弱さに戻ってしまう。「河童相撲五番勝負」では二番手となり、奇異太郎と相撲を取り続けることで強化されていたが、試合前に蟹を踏み潰したために元に戻ってしまい、あっさり負けた。
鬼熊
パンダの鬼熊が登場し、雪娘の前で芸をしていた。かつて雪母は別個体を倒したことがあり、その剥製は屋敷の玄関に飾られている。
婆娑婆娑
口から火を吐くが、隠火なので熱くはない。あやしやで飼われており、生んだ卵が料理に使われている。逃げだしてしまったが、雪母が捕まえた。
人面樹
雪娘が持っていた種が成長したもの。常に笑っているが、捥ぐと叫びだし、恨み言を残して息絶える。笑うと地に落ちるが、実ごとにツボが違う。実はあやしやで料理されたが、味はイマイチだった。
鎌鼬
三体一組の妖怪。奇異太郎に襲い掛かったが、返り討ちにされた。
目競
奇異太郎とにらみ合いの勝負をしたが、すずの生足に気を取られて目をそらしてしまった。
馬の足
奇異太郎を殴ろうとしたが、八時間回避し続けたことで身のこなしを覚えた。
野鉄砲
食料を狙ったが、袋の中の南国フルーツをオナモミの実と見間違えて退散した。
滝霊王
ジョロウグモの家の前に現れ、奇異太郎と喧嘩になったが、すずの説得で立ち去った。その後は奇異太郎の釣り仲間となり、「河童相撲五番勝負」では一番手として参加した。
一目連
離れの庭に現れたが退散し、その後沼に現れた。
タテクリカエシ
杵のような妖怪で、出会い頭に人をひっくり返す。
岩魚坊主
奇異太郎たちに釣りをやめるよう言ってきた。その後、あやしやの面々に釣られたが、捌かれる前に逃げ出した。
野槌
ろくろ首・抜け首姉妹が捕まえようとしていたが、捕まることなく逃げて行った。
青行灯
百物語で呼ぼうとしたが、百話目を終えると同時に夜が明けたため、ほんの一瞬しか姿を現さなかった。
蓑火
井戸神
井戸にいる大魚で、地下水の質を守る。奇異太郎が沼に逃がしたことで地下水が赤くなり、再び井戸に戻された。
やろか水
寝ぼけた奇異太郎が返事を返したことで、庭を水浸しにしてしまった。
雷獣
あやしやの電力源にするために雪母と共に捕まえた。
提灯お化け
鬼火が提灯にとりついた妖怪で、あやしやの鬼火を統率している。ネットスラングを多用した話し方をする。出前や手紙配達をする小型機を操るようになった。
ガラッパ
先代の「沼の管理人」を務めていた河童で、すずや雪母の古い知り合い。カッパを連れ戻そうとして、奇異太郎たちに「河童相撲五番勝負」を持ちかけた。五番手として奇異太郎と対決。腹を打って尻子玉をはじき出す技を繰り出したが、尻子玉そのものを操る奇異太郎の戦法にやられ、最後っ屁を放つも跳ね返され、敗北した。
先代の「離れの主」を特別に思っており、相撲の次の日には人間に化けて墓参りに来ていた。
水虎
河童族でもとりわけ獰猛で、「河童相撲五番勝負」の一番手。滝霊王にあっさり負けた。
九千坊
「河童相撲五番勝負」の二番手。芝天にあっさり勝利した。
禰々子
「河童相撲五番勝負」の三番手である女河童。左手が義手になっており、頭の皿も頑丈になっている。妖狐と勝負をしたが、水着に仕込んであった札で弱った所を倒された。
荒川弾正
「河童相撲五番勝負」の四番手で、カッパとガラッパの上司。薬で強化したカッパと組み合い、効果が切れるまで抑えこんで勝利した。
化け狸
山にある狸の隠れ里の狸。先代の「離れの主」の頃に主達に金玉芸を披露したことで怒りを買い、里の外に出ることを禁じられた。里の中は、今の「離れの主」である奇異太郎を説得しようとする「穏健派」と、金玉芸を無理矢理見せて良さを理解させようとする「強硬派」に分かれている。
玉ちゃぷ郎（豆狸）
狸の里の長の息子。「キンポコ」という挨拶を考案した。強硬派の旗印だったが、奇異太郎と仲良くなったことで、穏健派に鞍替えした。
八代目芝衛門狸
狸の里の穏健派に呼ばれ、雪母との交渉の立ち合いにやってきた。
七代目団三郎狸
狸の里の強硬派から協力を頼まれていたが、芝衛門狸とは古い知り合いであるため、情報を流していた。
刑部狸
先代「離れの主」の頃に狸の里に招待され、雪母の命令を律義に守り、里にとどまり続けていた。
太三郎狸
屋島の太三郎の名を継いだ狸。行方不明となっていた刑部狸を探しに来ていた。
管狐
離れの周辺に大量に発生していた。元は安倍晴明の物で、葛の葉に貸していたが、うっかり逃がしてしまった。
白蔵主
稲荷大明神に仕える三本足の白蔵主が登場した。
葛の葉
稲荷大明神に仕える妖狐で、白蔵主の上司。安倍晴明の母親でもある。古い友人に会うために里を訪れた。
九尾の狐
歳を経て九本の尾を持つようになった狐。普段は占いと悩み相談で人助けをしている。葛の葉の友人であり、三尾の妖狐の実母でもある。かつて産後の肥立ちが悪く、意識が朦朧とした状態で飛んでいた際に、生まれたばかりの三尾の妖狐を落としてしまったという過去がある。
白面金毛九尾の狐
成仏したふりをして結界に閉じこもり、巨大なコンピューターを通じて世界中に悪意をばらまいている。
山地乳
すずと雪娘の寝息を吸い込んでいた。
しょうけら
すずの風呂を覗いていた。
獺
雪娘に化けたが、怒りを買って氷漬けにされた。
雷神
へそフェチで、二口女のへそに惚れ込んでいた。奇異太郎が考案したへそサブレを食べて満足し、帰っていった。
風神
奇異太郎たちを里の外まで案内したが、夏風邪をひいたのでそのまま帰ってしまった。
亀姫
かつて亀ヶ城に住んでいた妖怪「城化物」で、くノ一の恰好をした少女。長壁姫を姉と慕っている。
長壁姫
年に一回、結界の中に子供の意識だけを集めて祭りを開いている。宮本武蔵の弟子だった時期があり、二刀流の使い手でもある。

## 書誌情報
上述の独自の形態に伴い文字も横書きのため、通常の漫画とは逆開きになっている。
単行本では、絵や写植の細かい修正のほか、各巻一話ずつ番外編が書き下ろされている。また、モルモル亭にて掲載されている妖怪解説も、書下ろしイラストとともに簡易的に収録されている。
- 影山理一 『奇異太郎少年の妖怪絵日記』 マイクロマガジン社〈マイクロマガジン☆コミックス〉、全15巻
  1. 2011年5月26日発売[2]、ISBN 978-4-89637-364-6
  2. 2011年12月18日発売[3]、ISBN 978-4-89637-380-6
  3. 2012年6月24日発売[4]、ISBN 978-4-89637-393-6
  4. 2012年12月21日発売[5]、ISBN 978-4-89637-408-7
  5. 2013年7月26日発売[6]、ISBN 978-4-89637-431-5
  6. 2013年12月26日発売[7]、ISBN 978-4-89637-446-9
  7. 2015年1月30日発売[8]、ISBN 978-4-89637-491-9
  8. 2016年9月30日発売[9]、ISBN 978-4-89637-582-4
  9. 2016年12月22日発売[10]、ISBN 978-4-89637-605-0
    - ドラマCD付限定版 同日発売、ISBN 978-4-89637-606-7

  10. 2018年7月27日発売[11]、ISBN 978-4-89637-804-7
    - アクリルキーホルダー付限定版 同日発売、ISBN 978-4-89637-805-4

  11. 2019年7月26日発売[12]、ISBN 978-4-89637-903-7
  12. 2020年7月20日発売[13]、ISBN 978-4-86716-038-1
  13. 2020年12月18日発売[14]、ISBN 978-4-86716-092-3
  14. 2022年3月10日発売[15]、ISBN 978-4-86716-260-6
  15. 2022年3月10日発売[16]、ISBN 978-4-86716-261-3

## テレビアニメ
2016年10月から12月まで5分枠の短編アニメで放送された。第1話のみ、ナレーションを羽佐間道夫が担当する。

### スタッフ
- 原作 - 影山理一「奇異太郎少年の妖怪絵日記」（マイクロマガジン社）
- 企画・プロデューサー - 遠藤哲也、関戸公人、はたなかたいち
- 総監督・音響監督 - ひらさわひさよし
- アニメーションディレクター - 佐々木純人
- シリーズ構成・脚本 - WORDS in STEREO（毛利のら、多加枝紙零）
- キャラクターデザイン・総作画監督 - 今岡律之
- 音楽ディレクター - 丸山公詳
- 色彩設定 - 小山知子
- 美術監督 - 倉田憲一
- 撮影監督 - 林幸司
- 音楽制作 - project lights
- アニメーション制作 - Creators in Pack
- 製作 - 奇異太郎少年の妖怪絵日記製作委員会

### 主題歌
エンディングテーマ
「Misty」（第1、12話）
作詞 - Reom / 作曲 - U-NO / 編曲 - Kanki、U-NO / 歌 - 東城陽奏
「茜色クロシェット」（第2話、SP）
作詞・作曲・歌 - 逢瀬アキラ / 編曲 - 神 Kyo-ya 敬也
「Every time〜きらいのはんたい。〜」（第3、8、10話）
作詞 - Manaka Suzuki / 作曲 - Manaka Suzuki、7th avenue / 編曲 - Hiroshi Usami / 歌 - Le Lien
「なんで?」（第4、7話）
作詞・作曲・編曲 - 小林哲也 / 歌 - デスラビッツ
「Ruler」（第5、11話）
作詞・歌 - 紫苑雪 / 作曲・編曲 - 流歌
「Reflection」（第6話）
作詞 - HH / 作曲 - 如月なつき / 編曲 - 五十嵐耕平 / 歌 - Confetti Smile
「妖姫絢爛紅櫻白夜」（第9話）
作詞・作曲・歌 - 逢瀬アキラ / 編曲 - 神 Kyo-ya 敬也

### 各話リスト
| 話数                 | サブタイトル               | 絵コンテ   | 演出       | 作画監督           |
| -------------------- | -------------------------- | ---------- | ---------- | ------------------ |
| 第1話                | 妖怪大戦争                 | 八谷賢一   | 佐々木純人 | 清水勝祐、今岡律之 |
| 第2話                | 垢嘗と天井嘗               | 八谷賢一   | 佐々木純人 | 鶴田愛             |
| 第3話                | 伸び上がりと塗り壁         | 八谷賢一   | 佐々木純人 | 鶴田愛             |
| 第4話                | 経立と挟間の管理人         | 川野達郎   | 川野達郎   | 川野達郎           |
| 第5話                | 件                         | 鯉川慎平   | 鯉川慎平   | 鯉川慎平           |
| 第6話                | 雪女と雪ん子               | 佐竹秀幸   | 龍輪直征   | 黒岩園加           |
| 第7話                | 手の目                     | 佐々木勅嘉 | 佐々木純人 | 野道佳代           |
| 第8話                | 雲外鏡                     | 佐々木勅嘉 | 佐々木純人 | 清水勝祐           |
| 第9話                | 小玉鼠                     | 佐竹秀幸   | 佐々木純人 | 鶴田愛             |
| 第10話               | 大きなつづら、小さなつづら | 八谷賢一   | 鯉川慎平   | 鯉川慎平           |
| 第11話               | 大百足                     | 通2        | 佐々木純人 | 野道佳代、鶴田愛   |
| 第12話               | 座敷童子                   | 八谷賢一   | 佐々木純人 | 鶴田愛             |
| スペシャルエピソード | 女難の祭日                 | 佐々木勅嘉 | 佐々木純人 | 鶴田愛             |

### 放送局
| 放送期間                 | 放送時間                     | 放送局     | 対象地域 | 備考           |
| ------------------------ | ---------------------------- | ---------- | -------- | -------------- |
| 2016年10月5日 - 12月21日 | 水曜 22:33 - 22:38           | TOKYO MX   | 東京都   | エムキャス対応 |
| 2016年10月6日 - 12月22日 | 木曜 0:03 - 0:08（水曜深夜） | サンテレビ | 兵庫県   |                |

### 映像ソフト
2017年1月27日にDMM.comよりDVD（DMKS-001）およびBlu-ray（DMKS-002）が発売。それぞれOVA1話を追加収録。

### ラジオ
『C.P.United feat.奇異太郎少年の妖怪絵日記&バーナード嬢曰く。』のタイトルで2016年10月7日から12月30日まで毎週金曜日 23:30 - 24:00にラジオ関西『アニたまどっとコム』枠で放送された。出演は、ひらさわひさよし（アニメ総監督）と長縄まりあ（雪娘 役）と市来光弘（『バーナード嬢曰く。』遠藤 役）。